# Pierre Peineau du Verdier
Pierre Peineau du Verdier (né à Tonneins en avril 1729, mort le 3 novembre 1788) est un ecclésiastique qui fut évêque de Mariana et Accia de 1781 à 1788.

## Biographie
Pierre Peineau du Verdier nait dans le diocèse d'Agen. Membre de la Congrégation de l'Oratoire et connaissant l'italien, il est nommé évêque de Mariana et Accia en 1781. Il reçoit ses bulles pontificales de confirmation le 25 février 1782 .